# Paoli (Oklahoma)
Paoli és un poble dels Estats Units a l'estat d'Oklahoma. Segons el cens del 2000 tenia 649 habitants.

## Demografia
Segons el cens del 2000, Paoli tenia 649 habitants, 247 habitatges, i 189 famílies. La densitat de població era de 835,3 habitants per km².
Dels 247 habitatges en un 36,8% hi vivien nens de menys de 18 anys, en un 57,5% hi vivien parelles casades, en un 14,6% dones solteres, i en un 23,1% no eren unitats familiars. En el 21,9% dels habitatges hi vivien persones soles el 14,2% de les quals corresponia a persones de 65 anys o més que vivien soles. El nombre mitjà de persones vivint en cada habitatge era de 2,63 i el nombre mitjà de persones que vivien en cada família era de 3,05.
Per edats la població es repartia de la següent manera: un 27,6% tenia menys de 18 anys, un 11,2% entre 18 i 24, un 27,9% entre 25 i 44, un 19,6% de 45 a 60 i un 13,7% 65 anys o més.
L'edat mediana era de 35 anys. Per cada 100 dones de 18 o més anys hi havia 85,8 homes.
La renda mediana per habitatge era de 30.139 $ i la renda mediana per família de 33.625 $. Els homes tenien una renda mediana de 25.750 $ mentre que les dones 17.153 $. La renda per capita de la població era de 13.512 $. Entorn del 9,6% de les famílies i el 14,6% de la població estaven per davall del llindar de pobresa.

## Poblacions més properes
El següent diagrama mostra les poblacions més properes.